# Limaña

Situación de la Limaña (en rosa) en la región de Auvernia

La Limaña  (en francés: Limagne;  en occitano: Limanha') es una gran llanura de Francia situada en el centro de la región de Auvernia, centrada en el valle del río Allier, al este de Clermont-Ferrand, esencialmente en el departamento de Puy-de-Dôme.
Al sur, se distinguen las Limañas Langeac, de Brioude, de Issoire, que son cuencas menos extensas y que también se desarrollan a lo largo del Allier. Al norte está la Limaña Bourbonnaise. Por lo tanto, el nombre de Limaña puede referirse a las cuatro llanuras o solo a la gran llanura ubicada al este de Clermont-Ferrand. Esta última también se llama Gran Limaña  ("Grande Limagne"), para distinguirla de las pequeñas Limañas en el sur. 
Linda al oeste con la meseta granítica de la cadena de los Puys, y al este por las montañas de Forez. Al sur, está rodeada de llanuras de origen volcánico. Mide aproximadamente 90 km de largo y de 15 a 40 km de ancho.
Asociada con la falla de Limaña, la cadena de los Puys fue inscrita el  2 de julio de 2018  en la lista de sitios naturales del Patrimonio de la Humanidad de la Unesco por la 42.ª sesión del Comité del Patrimonio Mundial, en tanto que «importante lugar tectónico»

## Etimología
Limagne designa una llanura fértil poco extensa rodeada por montañas. Parece provenir de limon, que significa limo.